# Rodolfo Quezada Toruño

Rodolfo Quezada Toruño (8. března 1932 – 4. června 2012) byl guatemalský kardinál, emeritní arcibiskup hlavního města Guatemaly, Ciudad de Guatemala.
Pocházel z guatemalské metropole, k jeho duchovní formaci zásadní měrou přispěl strýc z matčiny strany, jezuitský kněz Jorge Toruño. Kněžské svěcení přijal v roce 1956, poté pokračoval ve studiu teologie v Innsbrucku a Římě. Po návratu do vlasti počátkem sedmdesátých let 20. století se stal prvním rektorem nově zakládaného semináře v Guatemale, v roce 1972 byl jmenován biskupem. V roce 1986 byl pověřen vedením teritoriální prelatury Nejsvětějšího Krista v Esquípulas. Jde o poutní místo, ve kterém je uctíván Cristo Negro – Černý Kristus.
Na přelomu osmdesátých a devadesátých let kardinál Toruño jako předseda Guatemalské biskupské konference předsedal rovněž národní komisi pro smíření. Při podpisu „dohody o hledání míru politickou cestou“ v norském Oslu byl jmenován „smírčím soudcem mírového procesu“ v Guatemale. Obyvateli této středoamerické země byl nazýván „kardinál míru“ kvůli této důležité roli v procesu smíření po šestatřicetileté občanské válce, při které přišlo o život více než dvě stě tisíc lidí. 
V roce 2001 se kardinál Toruño stal osmnáctým guatemalským arcibiskupem; o dva roky později mu Jan Pavel II. udělil kardinálskou hodnost.